# Mejillones
Mejillones es una comuna y ciudad del Norte Grande de Chile, situada a 65 kilómetros al norte de la ciudad de Antofagasta, en la provincia y región del mismo nombre.
El nombre “Mejillones” viene a ser plural de “mejillón”, Choromytilus chorus, un molusco de la familia Mytilidae conocido en Chile como "choro" y que se caracteriza por ser un pequeño bivalvo que abunda en las costas del norte del país y que constituyó uno de los alimentos principales de los habitantes aborígenes de la zona.

## Historia

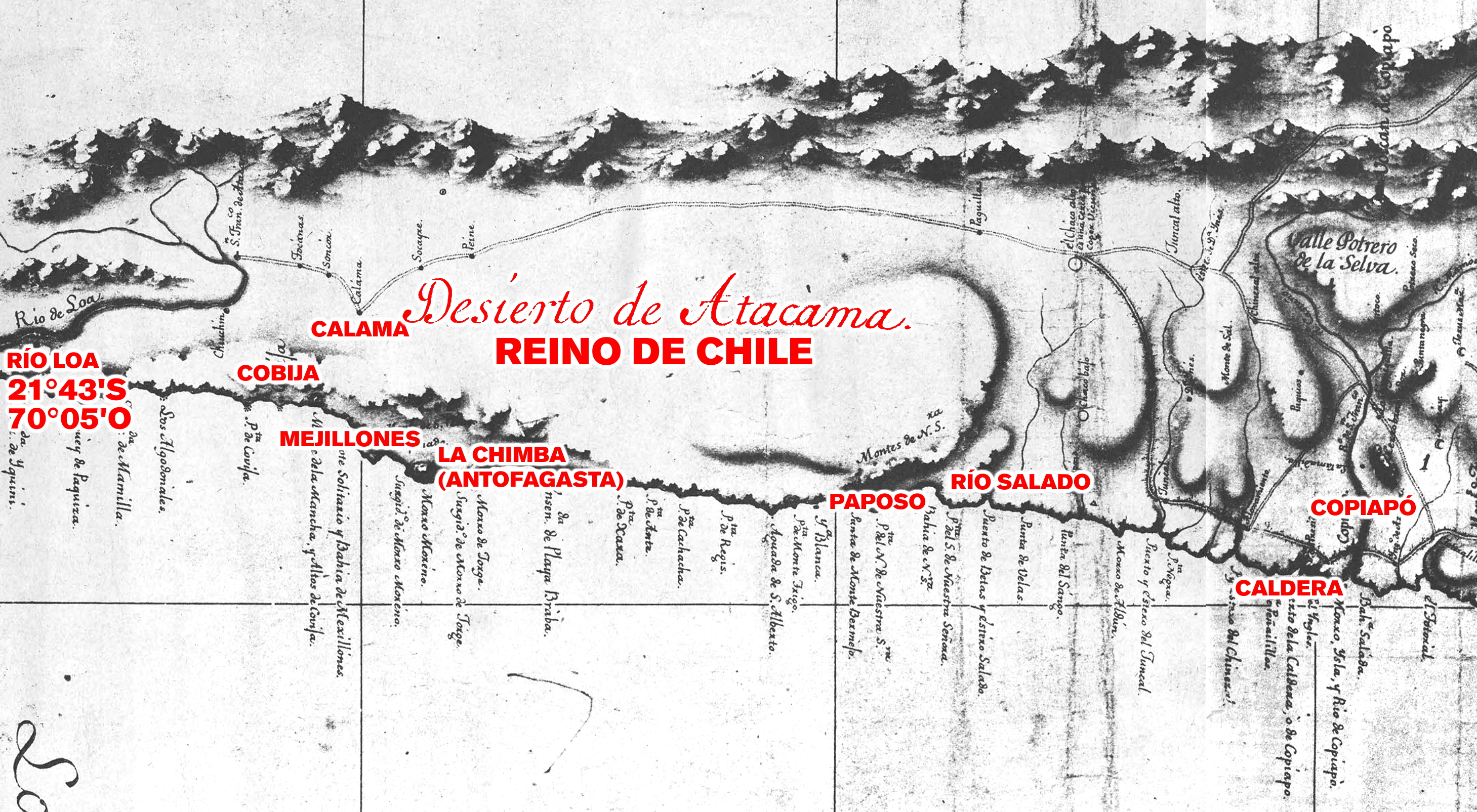
Mapa de Andrés Baleato, de 1793 mostrando el límite entre Chile y Perú en el río Loa.

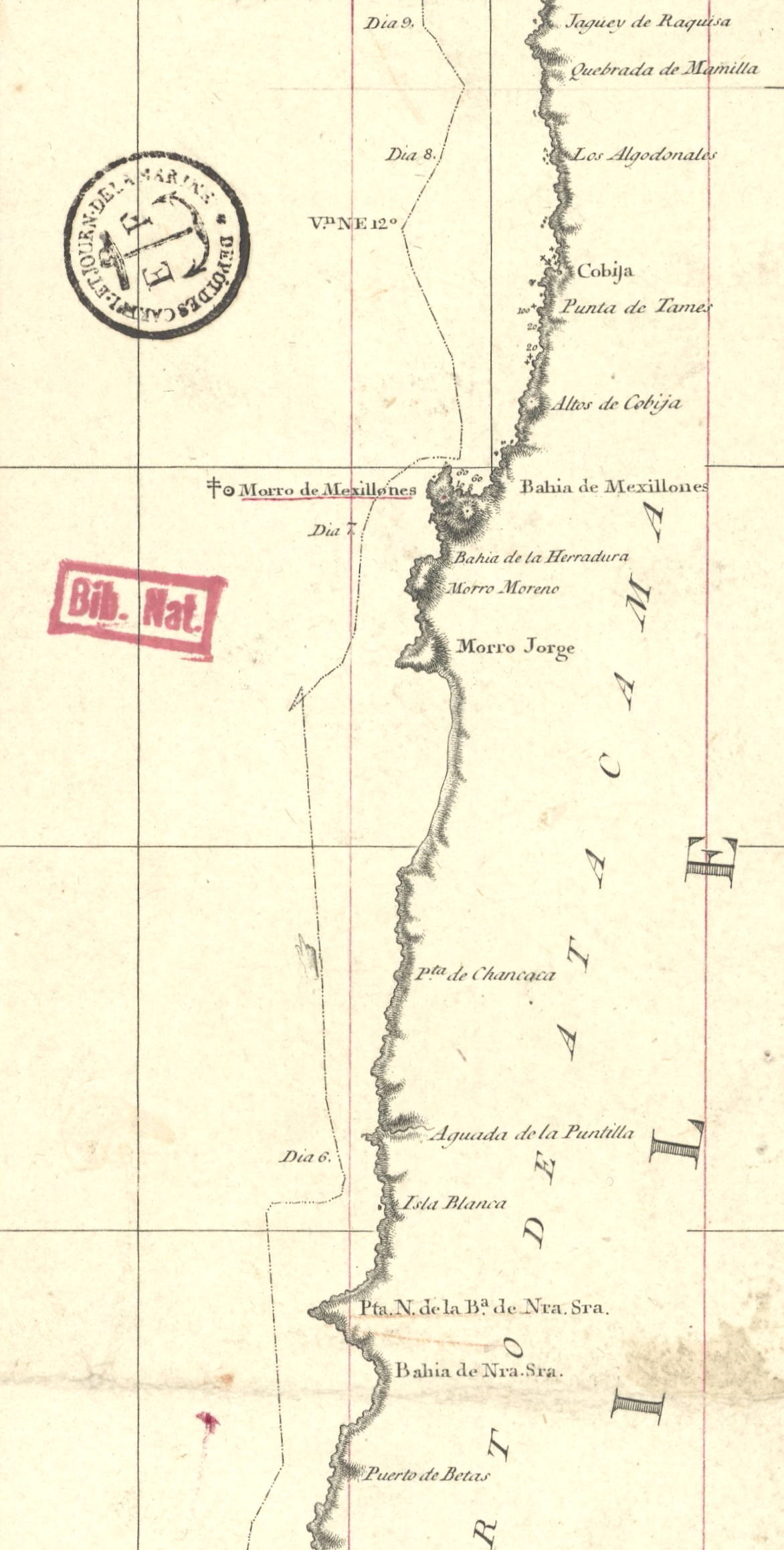
La costa de la actual región de Antofagasta en la Carta esférica de las costas del Reyno de Chile de 1799.

Durante la época del Imperio español, Mejillones aparece mencionada como parte del corregimiento de Copiapó de la Capitanía General de Chile.
El 6 de septiembre de 1777 se emite una Real Orden referida al cobro relacionada al almojarifazgo y alcabalas en Chile el cual hace mención de Mejillones y los pueblos circundantes como parte de la jurisdicción chilena:

Aunque en el corregimiento de Copiapó, cuya cabeza es la villa de San Francisco de la Selva, se contienen los puertos de Cobija y bahía de Mexillones, puerto de Betas, el de Juncal, el de Copiapó o la Caldera, Bahía Salada, puerto del Totoral y el del Huasco, como son tan accidentales las arribadas de navíos con este arreglo, y también a las cortas entradas que puedan ocurrir por la cordillera, camino del Despoblado y de territorio de aquella jurisdicción, el administrador de este destino propondrá el sujeto o sujetos que conceptuare necesarios para la mejor recaudación de dichos ramos y aumento de la Real hacienda
Archivo General de Indias de Sevilla, Audiencia de Chile, legajo 328.

Asimismo en el mapa levantado por la Armada española en 1792 se incluye dentro de Chile desde el paralelo 22° al sur, en otras palabras, desde la zona del río Loa. En el mapa de 1793 elaborado por Andrés Baleato, director de la Escuela Náutica de Lima, por orden del virrey Francisco Gil de Taboada y Lemus, Chile tiene como frontera norte el grado 21° y medio, en específico la desembocadura del río Loa, haciendo mención explícita que la zona estaba despoblada y recién habían poblados desde el paralelo 24°.
Hipólito Unanue publica sobre el Perú en 1793 lo siguiente: 

La ensenada de Túmbez lo separa por el norte del Nuevo Reino de Granada y el río Loa por el sur del desierto de Atacama y reino de Chile
Guía política, eclesiástica y militar del virreinato del Perú de 1793

En la memoria del Francisco Gil de Taboada que le dio a su sucesor Ambrosio O'Higgins en 1795 se describe el límite entre el Perú y Chile el río Loa.

Disputa del desierto de Atacama entre Bolivia y Chile.

Entre 1838 y 1839, Domingo Latrille descubre y explota guano blanco en la ensenada e islotes aledaños a Punta Angamos. Tal actividad genera la dictación de una Ley el año 1841 mediante la cual Chile define como su frontera norte el paralelo 23.
El presidente de Chile, Manuel Bulnes, envió expertos a reconocer la costa atacameña. De esto dio cuenta al Congreso en un mensaje dirigido el 13 de julio de 1842, en que informaba que juzgó:

necesario mandar una comisión exploradora a examinar el litoral comprendido entre el puerto de Coquimbo y el morro de Mejillones con el fin de descubrir si en el territorio de la República existían algunas guaneras cuyo beneficio pudiera proporcionar un ramo nuevo de ingreso a la hacienda pública...
Manuel Bulnes

Como resultado de dicha investigación, se dictó la ley de 13 de octubre de 1842, que declaró de propiedad nacional las guaneras al sur de la bahía de Mejillones, y que dispuso que ningún barco podría cargar este producto sin permiso de las autoridades chilenas. Se facultaba además al Presidente de la República para gravar la exportación del guano con derechos de aduana.

### Fundación
Mejillones nació oficialmente el 24 de diciembre de 1862 cuando el Gobierno chileno otorga terrenos en el sector de La Caleta a la sociedad guanífera conformada por Juan "Chango" López, Matías Torres y Juan Garday.
El año 1856 se agotan estos yacimientos, pero el año 1862 Juan “Chango" López descubre guano rojo en la cima del cerro de Mejillones, conocido como "el Morro". Junto a Matías Torres y Juan Garday forman una sociedad que explota estos yacimientos, pero el 17 de febrero de 1863 el Gobierno chileno le revoca los permisos, debido a reclamaciones de Bolivia.
El año 1866, Chile y Bolivia llegan a un acuerdo mediante el cual Chile retrocede desde el paralelo 23 al 24, entregando a Bolivia la soberanía de Mejillones y Antofagasta. A su vez se define una repartición común de impuestos a la explotación de guano, salitre y otras sustancias entre los paralelos 23 y 25 (Tratado de la medianería), por lo cual se construye una aduana interventora en Mejillones.

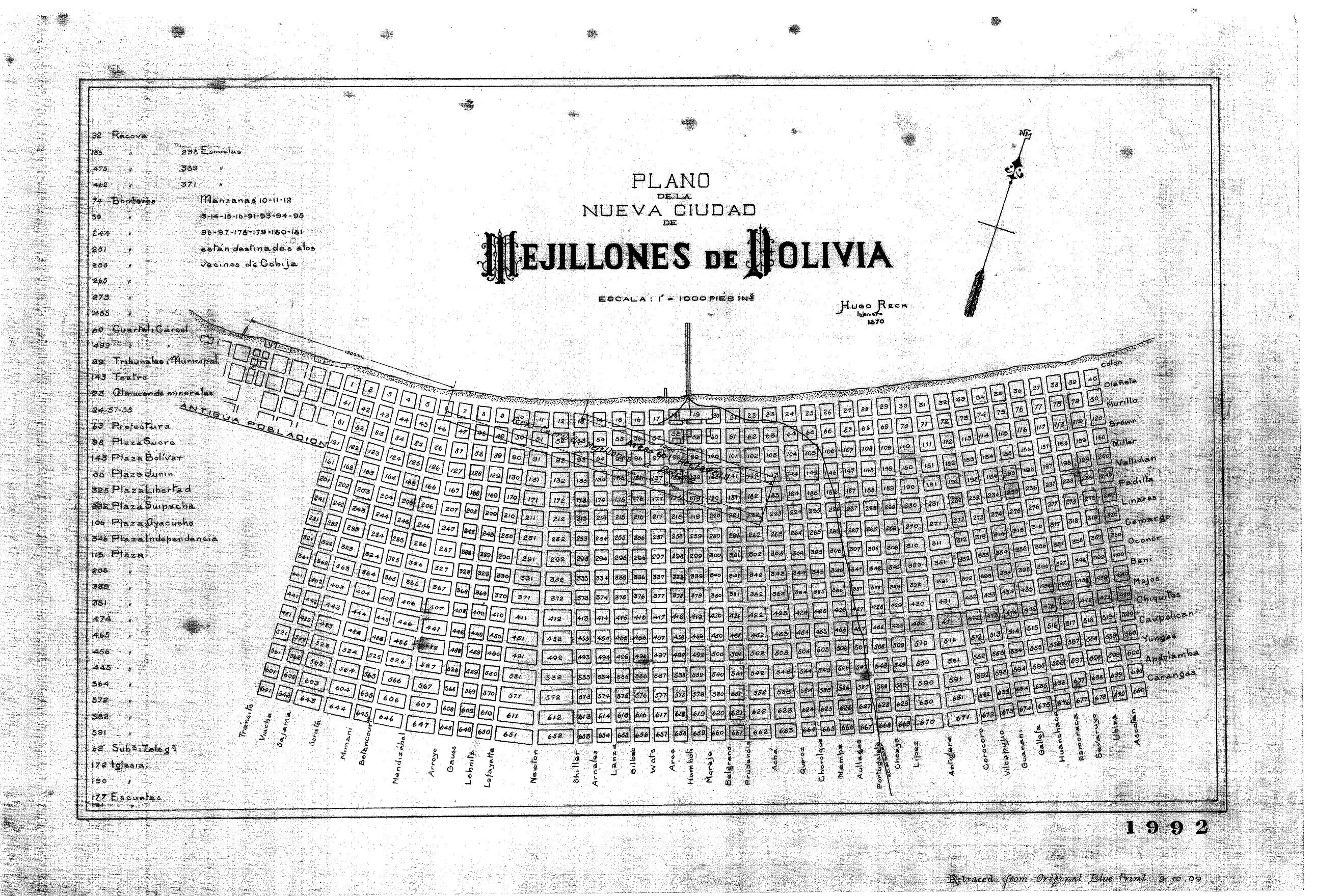
Plano del Puerto de Mejillones de 1870 por el Ingeniero Hugo Reck.

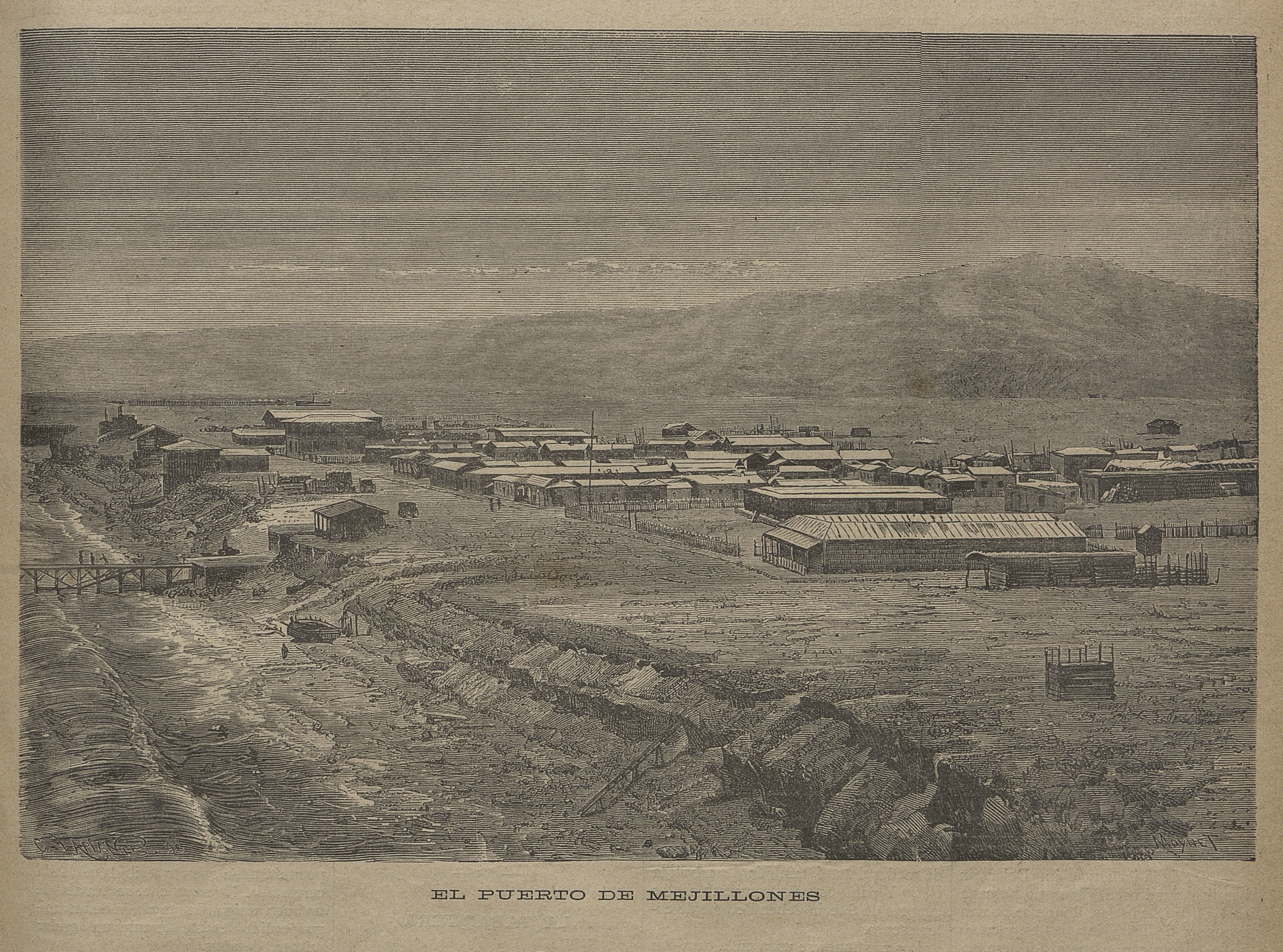
El Puerto de Mejillones en 1890.

En 1874, dicho tratado es reemplazado por otro que elimina el concepto de medianería, con la sola excepción de que Bolivia se compromete a no modificar los gravámenes a productos de compañías chilenas por 25 años. Tras cambio de régimen, en 1878 Bolivia establece un impuesto de 10 centavos al quintal de salitre, lo que a juicio de Chile quebranta el Tratado y hace exigible su retorno a las antiguas fronteras, en el paralelo 23. El 14 de febrero de 1879 Chile se toma Antofagasta, iniciándose la Guerra del Pacífico.
Esta invasión gatilla un tratado de defensa recíproca suscrito secretamente entre Perú y Bolivia, por lo cual este país también ingresa a la Guerra.
Paradójicamente el destino de esa guerra se zanja en gran parte frente a las costas de Mejillones, cuando el 8 de octubre de 1879 la flota chilena captura al Huáscar, muriendo en combate su comandante Miguel Grau, la amenaza más seria al poderío bélico chileno. Chile gana la guerra y se anexa la actual Región de Antofagasta, que estaba en poder de Bolivia, y las regiones de Iquique y Arica, que pertenecían al Perú.
En cuanto al perfil urbano de la ciudad, se cree que el primer plano de Mejillones como ciudad puerto fue diseñado por Ramón González, aunque también se baraja la opción de que realmente pudo ser diseñado por el Capitán de Puerto y Jefe del Resguardo Marítimo de ese entonces Capitán Juan Forestal. Este plano de 35 manzanas, ordenadas según el diseño español de Damero tiene fecha de 1871 en el libro “Mejillones, un pueblo con historia”, también se baraja la opción de que el plano sea aproximadamente de 1867.
Tras este diseño, viene el ambicioso proyecto del ingeniero chileno Hugo Reck en 1873. Este proyecto de 680 manzanas debía reemplazar a la destrozada ciudad de Cobija, mas, producto de la Guerra y de otras causas externas, el proyecto no se pudo llevar a cabo.
Culminada la Guerra del Pacífico, se inicia un ordenamiento administrativo completo en la recién anexada zona norte de Chile, que en el caso de Mejillones involucra la confección de un nuevo plano de la ciudad que el gobierno procede a lotear para su posterior remate.
Francisco Astaburoaga escribió en 1899 en su Diccionario Geográfico de la República de Chile: 436  sobre la Bahía de Mejillones su puerto, instalaciones y servicios existentes:

Mejillones (Bahía de).-—Se abre en la costa del departamento de Antofagasta, entre la punta de Angamos al S., y la de Chacaya al N., formando una ensenada como medio círculo con fondo hacia el SE. y de un ancho de unos 20 kilómetros. La rodean cerros medianos desnudos de toda vegetación, siendo el más conspicuo el morro de su propio nombre. Su mejor surgidero se halla a su fondo por los 23° 02' Lat. y 70° 30' Lon.; es amplio y abrigado. En tierra, frente á él, existió un fortín levantado en 1845 que dió principio á la población posterior del puerto. Por decreto de 15 de octubre de 1857 se habilitó éste como puerto menor para servir á la exportación del guano y del cobre, que se comenzaba á extraer de sus inmediaciones. En 1863 se paralizaron tales trabajos y se despobló á causa de disturbios ocurridos con Bolivia, los que habiendo cesado por el tratado de 1866, se promovieron en este punto mejoras que trajeron en octubre de 1871 el establecimiento de oficinas de aduana y el de una vía carril á los minerales de Cerro Gordo, y en 1873 el caserío de San Luciano. Tiene desde el 12 de abril de 1878 el caracter de puerto mayor, pero su movimiento marítimo es reducido. El nombre es el del marisco llamado comumente choro (Mytilus chilensis).

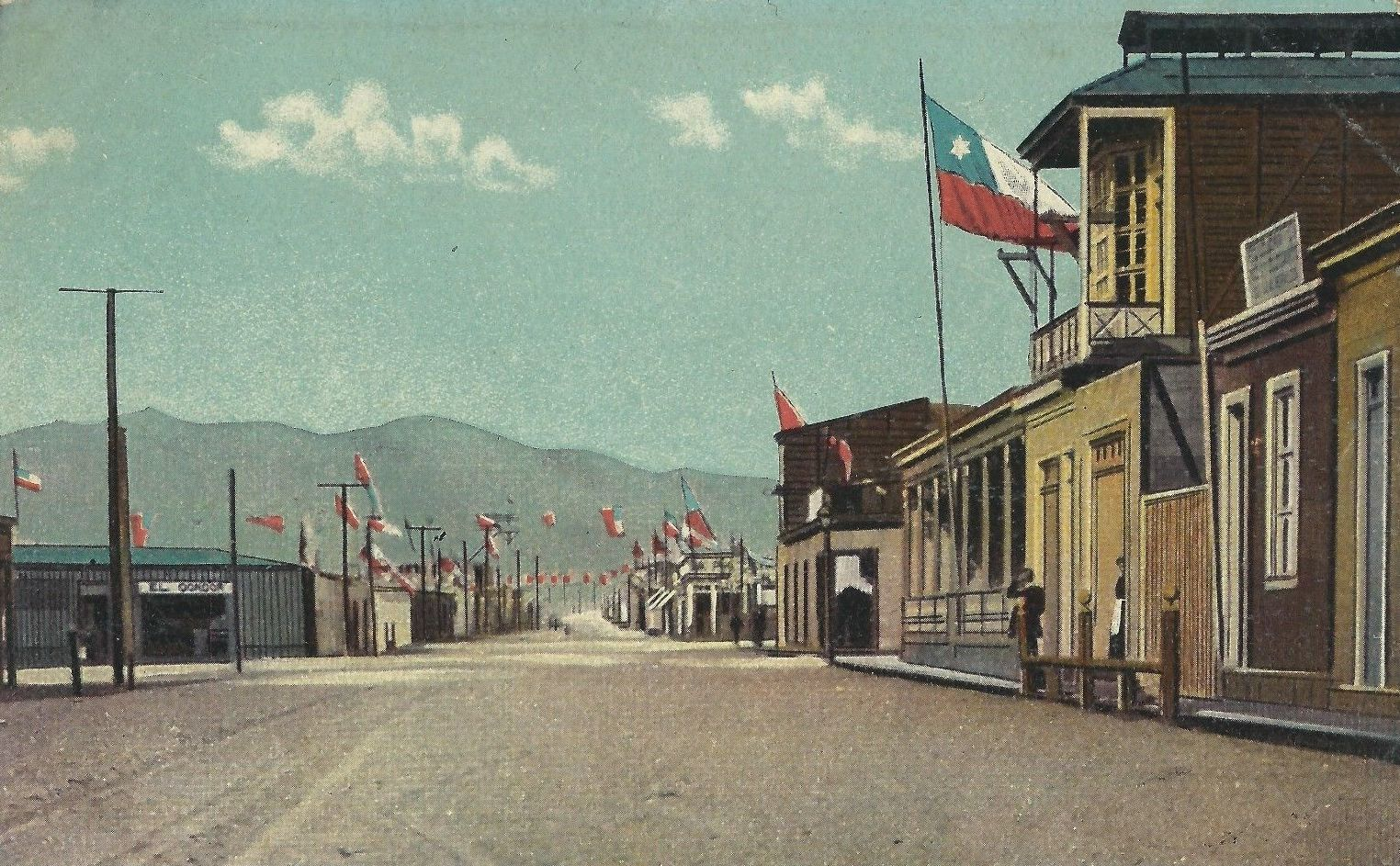
Mejillones c. 1910.

Años más tarde, en 1906 se contrata a don Emilio De Vidts cuando la necesidad de modernizar la infraestructura urbana, de la mano de la Compañía de Ferrocarril Antofagasta Bolivia (FCAB), se hacía cada vez más urgente. Este plano, menor que el anterior, de solo de 139 manzanas, tampoco se llevó a cabo entero y además tiene la particularidad de tener algunas manzanas idénticas al plano de Reck.
El geógrafo chileno, Luis Risopatrón lo describe como un ‘pueblo’ en su libro Diccionario Jeográfico de Chile en el año 1924:: 542 

Mejillones (Pueblo) 23° 07' 70° 30'. Es de corto caserío i está asentado en la márjen S de la bahía de Mejillones del Sur, donde existió un fortín, construido en 1845 i el antiguo pueblo de San Luciano (1873); una amplia estación de ferrocarril se encuentra a 14 m de altitud, la que está comunicada por una línea de 69 kilómetros de lonjitud, con la ciudad de Antofagasta.

En 1970, se aprobó por mayoría de votos el proyecto presentado por el alcalde Don Luis Cuadra Araya para financiar la construcción de un teatro municipal ubicado en la parte posterior de la plaza de armas de la ciudad, ubicada en calle Almirante Latorre. Los trabajos se llevaron a cabo con aportes concedido por el Ministerio de Vivienda y Urbanismo, por la suma de 500.000 escudos de la época, obras que quedaron inconclusas pues dicho financiamiento no satisfacía la demanda íntegra que implicaba la total operatividad del proyecto, paralizando los trabajos en el año 1972. Por lo anterior el gobierno de la Provincia de Antofagasta negociaba un nuevo préstamo el cual no logró concretarse por el golpe de Estado de las Fuerzas Armadas del 11 de septiembre de 1973.

## Medio ambiente

### Geomorfología y componentes abióticos

Trazado simplificado de los ecosistemas y cuerpos de agua presentes en la comuna de Mejillones.

La comuna de Mejillones se encuentra emplazada en las unidades geomorfológicas de Farellón costero, Planicie marina o fluviomarina y Cordillera de la costa; y presenta según la clasificación climática de Köppen clima desértico cálido (BWh), clima desértico frío (BWk) y clima desértico frío de lluvia invernal (BWk (s)). Esta además se halla entre las cuencas hidrográficas de Costeras del río Loa y Quebrada Caracoles, Quebrada Caracoles y río Loa.

### Componentes bióticos
Dentro del territorio de la comuna se pueden hallar los siguientes ecosistemas:
- Desierto tropical interior con vegetación escasa (Preocupación menor)
- Herbazal efímero tropical costero donde predominan Nolana adansonii y Nolana lycioides (Preocupación menor)
- Matorral desértico tropical-mediterráneo costero donde predominan Copiapoa boliviana y Heliotropium pycnophyllum (Preocupación menor)
- Matorral desértico tropical-mediterráneo costero donde predominan Ephedra breana y Eulychnia iquiquensis (Vulnerable)

#### Flora y fauna
El gaviotín chico (Sternula lorata) está clasificado como en peligro de extinción a nivel nacional y mundial por la Comisión Nacional del Medio Ambiente, y por la Unión Internacional para la Conservación de la Naturaleza (UICN) respectivamente.
En los últimos años, se ha consolidado el trabajo de la Fundación para la Sustentabilidad del Gaviotín Chico, destinado a contribuir en la conservación del Gaviotín Chico y su hábitat, considerando el desarrollo industrial de la comuna.
El parque nacional Morro Moreno, ubicado en la península de Mejillones, es uno de los sitios de biodiversidad que posee la comuna.

### Medidas de protección ambiental y conflictos socioambientales
Hasta 2022, la comuna de Mejillones cuenta con las siguientes zonas que poseen algún nivel de protección ambiental:
- Península de Mejillones (Bien Nacional Protegido y Sitios Ley 19.300)[18][19]
- Santuario de la Naturaleza Itata Gualguala (Santuario de la Naturaleza)[20]

## Demografía
La superficie total de la comuna es de 3.803,9 km². Según los datos del censo 2017 entregados por el Instituto Nacional de Estadísticas (INE), el total de habitantes de Mejillones es de 13.467

## Administración

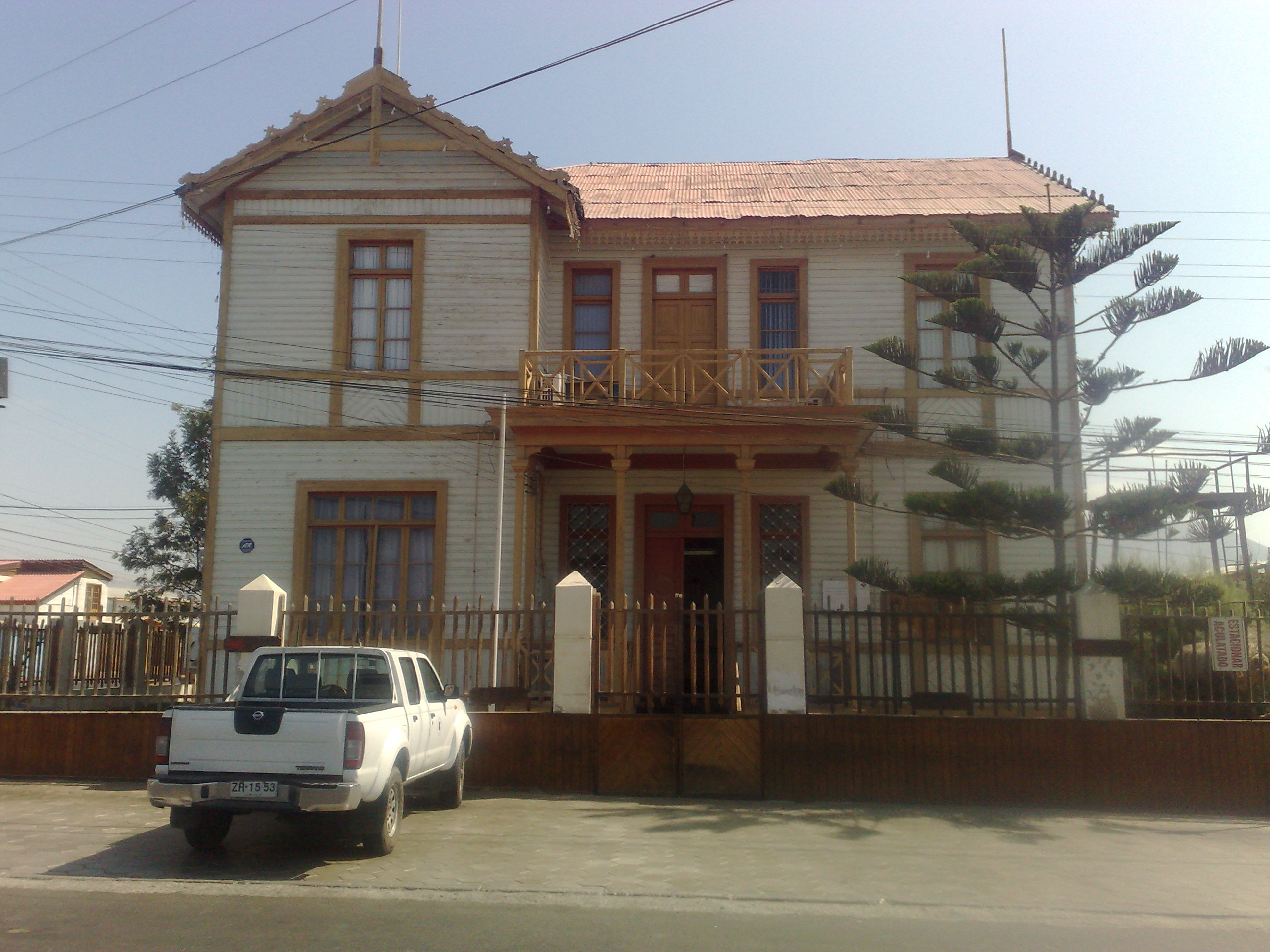
Edificio de la ilustre municipalidad de Mejillones.

### Municipalidad
Su actual alcalde (periodo 2021-2024) es Marcelino Carvajal Ferreira (PPD)
El alcalde cuenta con un concejo municipal que está conformado por:
- Manuel Monardes Rojas  (Ind./PPD)
- Vladimir Pizarro Callejas (PC)
- María Brevis Navarrete (PH)
- Elsie Biaggini Gómez (Ind./RN)
- Grecia Biaggini Sánchez (RN)
- María Cabello Gutiérrez (Ind./PPD)

### Representación parlamentaria
Mejillones pertenece al Distrito Electoral n.º 4 y a la segunda Circunscripción Senatorial (Antofagasta). Es representada en la Cámara de Diputados del Congreso Nacional por las diputadas Marcela Hernando Pérez del Partido Radical Socialdemócrata y Paulina Núñez Urrutia de Renovación Nacional. A su vez, es representada en el Senado por los senadores Alejandro Guillier Álvarez (Independiente pro PRSD) y Pedro Araya Guerrero (Independiente pro Nueva Mayoría).

## Economía
En 2018, la cantidad de empresas registradas en Mejillones fue de 217. El Índice de Complejidad Económica (ECI) en el mismo año fue de -0,74, mientras que las actividades económicas con mayor índice de Ventaja Comparativa Revelada (RCA) fueron Fabricación de Productos Primarios de Metales Preciosos y Metales no Ferrosos (96,96), Generación en Otras Centrales Termoeléctricas (92,34) y Fabricación de Sustancias Químicas Básicas (38,11).

### Industrialización

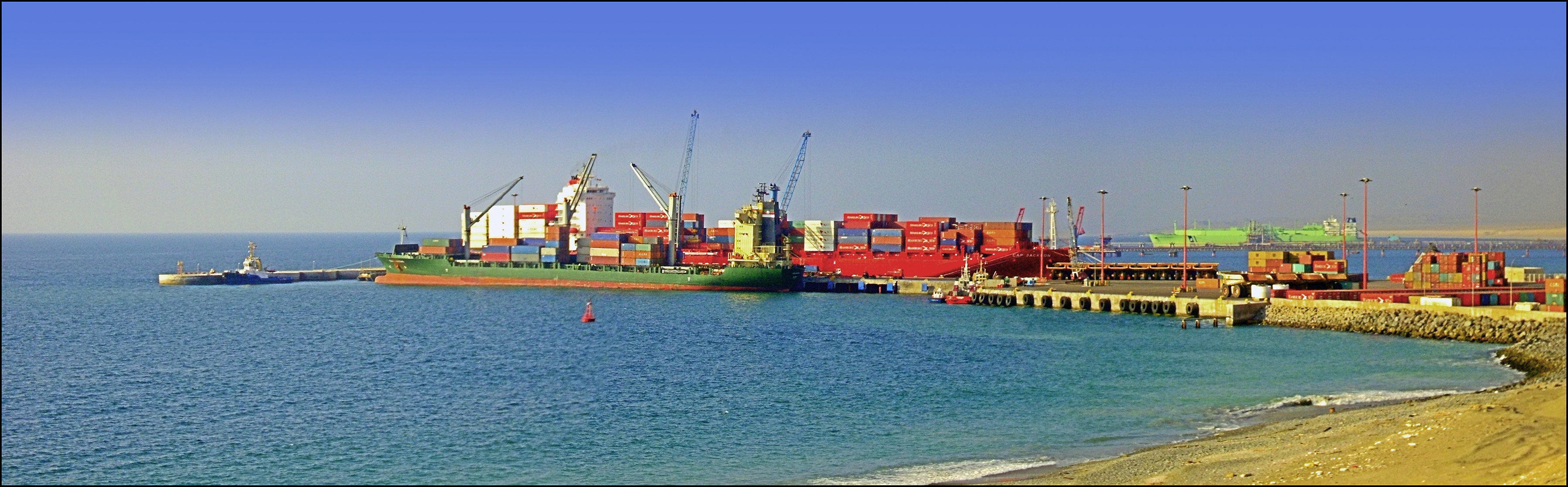
Panorámica de Puerto Angamos Mejillones al atardecer.

Dada su posición costera en una protegida bahía, Mejillones se ha visto afectado esta última década por un creciente proceso de industrialización, teniendo como principal cliente a las mineras de la región.
Las primeras manifestaciones del crecimiento económico en la ciudad, se ven reflejadas a comienzos de los años 80 en las plantas procesadoras de Harina de pescado. Con 3 de estas industrias funcionando a máxima capacidad (Guanaye, Angamos y Loa), la ciudad se vuelca de esta manera al sector pesquero. Pese a los largos años de auge económico y laboral, la alta demanda en la cuota de captura del pescado termina por agotar parcialmente el vital recurso, poniendo fin, de esta manera al periodo de bonanza en este importante sector empresarial, lo cual se ve reflejado en el cierre y desmantelamiento de 2 de las 3 plantas procesadoras (Guanaye y Loa) quedando, de esta manera solamente en funcionamiento la actual Pesquera Angamos produciendo de manera esporádica.

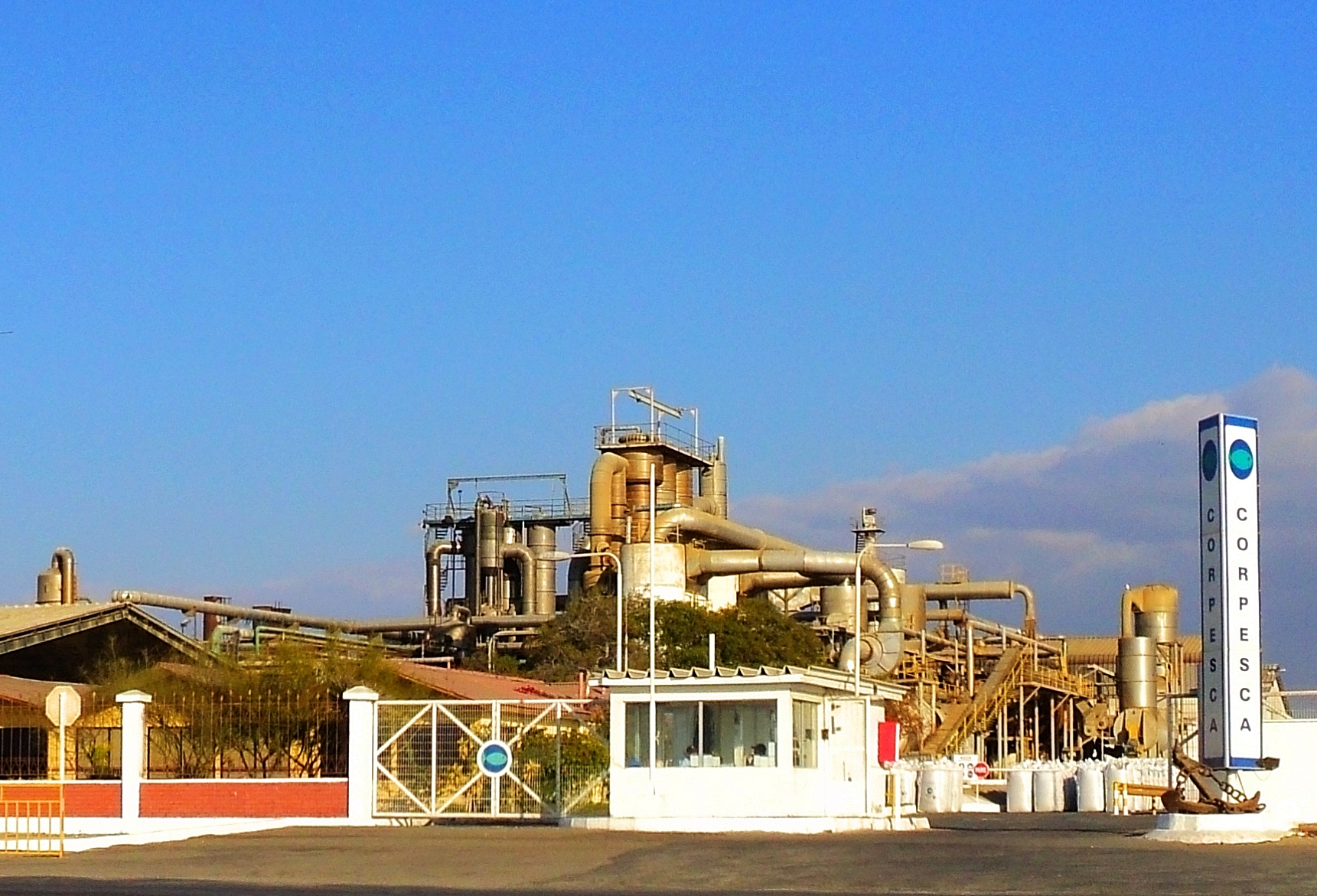
Planta Corpesca Mejillones.

En el periodo que va desde mediados de los años 90 hasta la actualidad, se han desarrollado en la comuna una gran cantidad de industrias ligadas al sector minero. Entre ellas destacan las centrales termoeléctricas de la empresa Edelnor y la Central Térmica de ciclo Combinado Gas Atacama, que en conjunto proveen de energía a gran parte del norte grande y en especial a la minería. Además actualmente se ejecutan variados proyectos, como lo son; la construcción de la central termoeléctrica Cobra S.A y también la central térmica propiedad de Posco E&C. Además del proyecto de planta de procesamiento de gas natural GNL entre otros. 
Es necesario nombrar el proyecto Complejo Portuario Mejillones S.A. (CPM). La preparación de este gran mega-proyecto se llevó a cabo a través de licitación internacional, con objeto de adjudicar una concesión de carácter privado para su construcción.

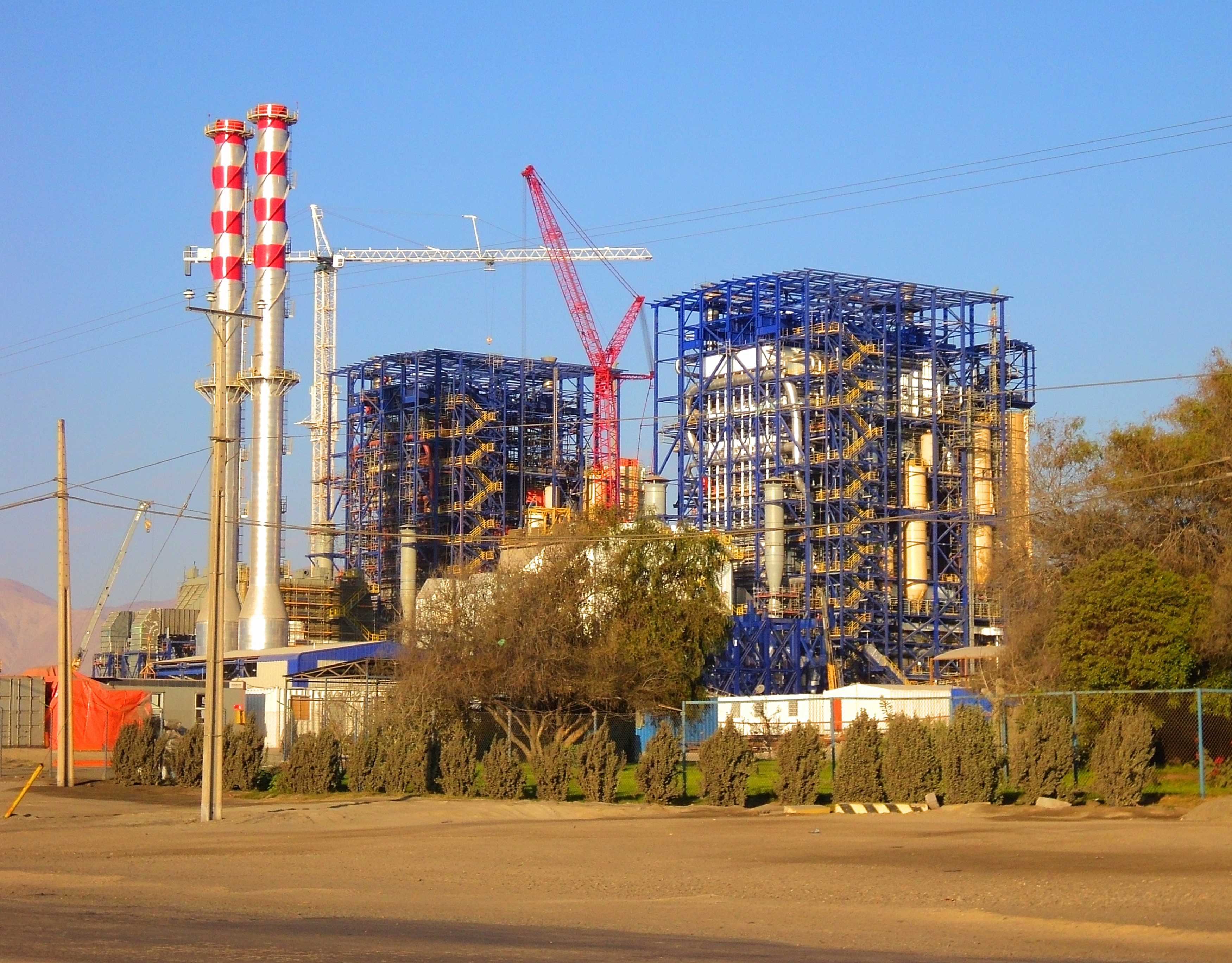
Central térmica Cobra Mejillones durante su construcción.

El proyecto consta de 6 etapas, de las cuales la primera ya está en total funcionamiento y orientada al mercado minero del Norte Grande, sus abastecedores son, principalmente la minería, como así también empresas e industrias de países vecinos.
Las características de la bahía y sus terrenos hacen del Puerto de Mejillones una de las instalaciones portuarias e industriales más atractivas de la costa pacífico de América del Sur. El proyecto ira tomando forma a medida en que aumenten las exportaciones y el tráfico marítimo. Por consiguiente, su término definitivo está previsto entre 40 y 50 años más aproximadamente. El Complejo Portuario Mejillones incorpora tecnología de última generación, única en Sudamérica. Parte de su equipamiento lo constituyen dos grúas portuarias con capacidad para cargar hasta 100 toneladas cada una. Además de un moderno sistema de descarga de concentrado de plomo.

## Cultura

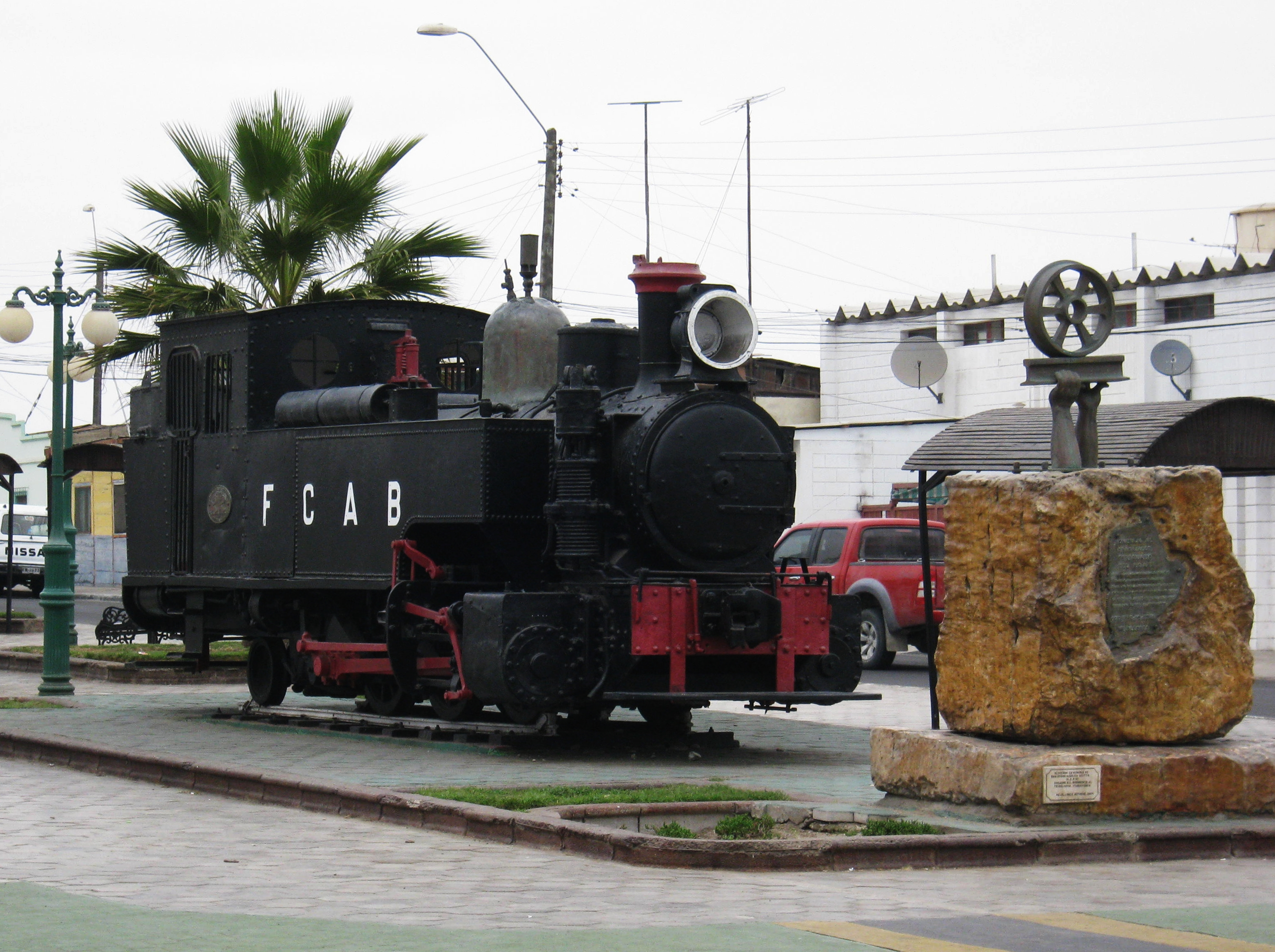
Monumento al trabajador ferroviario.

En el ámbito artístico, desde 1976 a la fecha existe la Escuela Literaria "Azotacalles", que nació el 26 de noviembre de 1976 bajo el nombre de Grupo Literario Genésis Poético y que en 1980 adquirió su nominación actual. La han integrado escritores como Patricio Tapia Fredes(1948 -2013), Florentino Novoa Saavedra y Wilfredo Santoro Cerda (Hagamos una selva, El Chango López y la lagartija, Poetas y Pioneros, Las huaneras de Mejillones reedición), todos ellos integrantes de la SECH (Sociedad de Escritores de Chile). También forma parte de ésta el periodista Víctor Santoro Flores, autor del libro "La caja de las especies".

### Infraestructura
La ciudad cuenta con una amplia gama de edificios históricos, característicos de la influencia europea de principios del siglo XIX y que reflejan de forma fidedigna el pujante pasado ferrocarrilero de la región.
El edificio del Ex Servicio de Aduanas fue construido entre los años 1906 y 1910. Actualmente funciona como Museo histórico y Natural de Mejillones. Contiene valiosa información histórica de Mejillones desde sus inicios en el siglo XIX como centro extractor de guano hasta el presente. Libros y fotografías testimonian su evolución tanto comunal como regional. 
En abril de 1909 se licitó la construcción de tres edificios correspondientes a los servicios de Aduana, como lo fueron el edificio de la Tenencia de Aduana, el Resguardo y las oficinas de Aduana. El costo de esta construcción alcanzó a $ 34.704,50 y de acuerdo a lo establecido en el Decreto N.º 2102 del 11 de octubre de 1904, este importe fue asumido por la empresa del Ferrocarril.
Se le asigna la manzana 20 del loteo original del proyecto del Ingeniero consultor de la Armada Don Emilio de Vidts y ejecutado en 1906.
Su fachada mantuvo en sus primeros años de uso, una pérgola de madera que cubría todo el acceso y que fuera retirada posteriormente. El cerco de madera que protegía el acceso hasta los dos metros de altura, fue recortado a la mitad, tal como se presenta hoy.
La Capitanía de Puerto se ha transformado en una de las postales más significativas de la ciudad. Su construcción data de 1910 y se enmarca dentro del plano de la nueva ciudad de Mejillones. Los planos del edificio se atribuyen al Arquitecto Leonello Bottacci, de la Inspección de Arquitectura de la Dirección de Obras Públicas de la Región de Antofagasta.
Considerado siempre para labores de control marítimo, fue denominado como “Capitanía de Puerto” asignada en la manzana 19 del loteo original del plano comunal del Ingeniero consultor de la Armada Don Emilio de Vidts confeccionado en 1906 según Decreto N.º 2102 del 11 de octubre de 1904. Está ubicada en la calle Francisco Antonio Pinto s/n, en el borde costero. Su construcción se alza en dos pisos y su frontis apunta directamente al Pacífico. Posterior a su construcción (1914) el edificio fue reforzado con un muros de concreto y anclajes de rieles para proteger el frente del intenso oleaje que cada cierto tiempo afecta las costas del norte. Sus ornamentos (adornos de fachada) se destacan por las aplicaciones en las cornisas y frontones superiores que reafirman el estilo del edificio, balaustradas y columnas en balcones y escaleras, le asignan un detalle armonioso en toda la figura del inmueble, tanto en el interior como exterior del mismo.
El Templo Católico Corazón de María corresponde uno de los edificios centenarios de la comuna. En abril de 1907 la Dirección de Obras Públicas, procedió a formar los proyectos de edificios públicos de Mejillones, entre ellos los del “Templo Católico” de acuerdo a lo dispuesto en la Ley 1829 del 7 de febrero de 1906. Años más tarde, el 11 de diciembre de 1908, se aprueba el nuevo diseño del futuro templo, trabajo del arquitecto chileno Onofre Montané Urrejola, según los dictámenes del estado chileno, que para esa época estaba ligado la Iglesia Católica.
Se le asigna la manzana 42 del loteo original del proyecto del Ingeniero consultor de la Armada Don Emilio de Vidts, ejecutado en 1906. Construcción se basa enteramente de madera de pino oregón, se dice traída en abundancia desde Estados Unidos como lastre por los veleros que venían a cargar salitre. Construcción alzada en un piso y emplazada al vértice noreste del sitio, adosado al cuerpo principal, se ubican las oficinas parroquiales y Casa del Párroco que complementan la fachada.
Se destaca la amplitud al interior de la nave principal del templo y los ornamentos en madera natural a la vista del altar y púlpito. Por el exterior, el diseño de la nave principal, se compone de un cuerpo central que alcanza la máxima cumbrera, mientras que los cuerpos laterales de menor altura complementan el templo en toda su extensión.
Por el costado e inmediatamente sobre la altura de las techumbres de los laterales, se diseñaron 6 ventanales por lado, que permiten el ingreso de luz hacia el interior. El campanario también de madera, se alza en el frontis sobre la cumbrera, se destacan las celosías en sus cuatro costados. Las aplicaciones decorativas en la fachada principal muestran un estilo tradicional para este tipo de edificaciones, típico de la influencia europea en el país a principios del siglo XIX.
El edificio del Juzgado de Sub-Delegación nace de una necesidad urgente de establecer un organismo judicial en la naciente comuna. Mejillones, no siendo una localidad políticamente definida quedó como Subdelegación dependiente de la Comuna de Antofagasta y por ello, una de las autoridades más importantes fue el Juez de Subdelegación, atendiendo todos los casos menores de delitos ocurridos en la circunscripción.
Se le asigna la manzana 24 del loteo original proyecto del Ingeniero consultor de la Armada don Emilio de Vidts y ejecutado en 1906 según el Decreto N.º 2102 del 11 de octubre de 1904.-
De estilo típico neoclásico inglés, construcción mixta estructurada con vigas y pilares de madera de pino oregón y muros de paneles prefabricados de concreto, su diseño se basa en dos bloques, que identifican el primer piso con el segundo, los cuales hacían diferenciar las oficinas del Juzgado con las dependencias destinadas a la casa del Juez.
Mejillones es una de las pocas ciudades de Chile en ser "ciudad digital", ya que está en funcionamiento la señal WiFi internet libre para toda la comunidad. Los cursos de alfabetización digital fueron realizados exitosamente.

## Transporte

### Transporte público
La ciudad cuenta con un servicio de transporte público de Taxis Básicos y de Turismo, los cuales realizan viajes dentro y fuera de la ciudad de Mejillones. 

### Transporte interurbano
Además se cuenta con Buses Biaggini con salidas cada media Hora a la ciudad de Antofagasta, aproximadamente desde las 6:15 y hasta las 22:30 horas.
A Mejillones además se puede llegar desde otras localidades de Chile en Buses Interurbanos como Pullman Bus, TurBus, entre otros.

## Deportes

### Fútbol
Mejillones desde el año 2007 está siendo representada por el Club Municipal Mejillones que se encuentra en la Tercera División A de Chile, ejerce su localía en el principal reducto deportivo de la ciudad, el Estadio Municipal de Mejillones. Anteriormente Mejillones fue representada en el Fútbol por el Club Cooferro, quien participó en la Tercera División Norte durante el año 2006 pero por falta de apoyo económicos debió volver a participar en su asociación local. Cuenta además con una liga local amateur de fútbol que integra varios clubes, entre ellos, Club deportivo y social Manuel Prado, Fertilizantes, Cooferro, Ferroviario-Angamos, Unión Marítimo, Estibadores de Génova, Juventus y Aviación.

## Medios de comunicación
Estos son los medios de comunicación que se captan en el Puerto de Mejillones:

### Radioemisoras

#### FM
- 94.3 MHz - Rinconada FM (Local)
- 95.5 MHz - FM Plus (Repetidora local, transmite desde Antofagasta.)
- 98.1 MHz - Radio Canal 95 (Repetidora local, transmite desde Antofagasta)
- 102.1 MHz - Zona FM (Local)
- 102.9 MHz - Radio Gamelín FM (Local)
- 104.3 MHz - Radio Litoral FM (Local)

### Diarios
- Diario Electrónico de Mejillones.